# زلزال أضنة وجيحان 1998
وقع زلزال أضنة وجيحان عام 1998 في الساعة 16:55 بالتوقيت المحلي في 27 يونيوبدرجة العزم قدرها 6.3 درجة وأقصى شدة لـ IX (مدمر) على المقياس الزلزالي الكبير الأوروبي [الإنجليزية]. وقدرت الخسائر الاقتصادية الإجمالية بحوالي 1 مليار دولار أمريكي.
وقع الحادث في منطقة قيليقية في جنوب تركيا وأسفر عن مقتل ما لا يقل عن 145 شخصًا وترك 1500 جريح وآلافًا بلا مأوى في أضنة وجيحان، المدينتين الأكثر اكتظاظًا بالسكان في محافظة أضنة، بالإضافة إلى العديد من القرى الواقعة بين المدينتين على طول نهر جيحان. ووقع أكبر عدد من الضحايا والأضرار بسبب المباني غير المهندسة بشكل ملائم في مدينة جيهان.

## وصلات خارجية
- الأضرار الهيكلية في 27 يونيو 1998 زلزال أضنة - جيهان
- M6.3 - وسط تركيا - هيئة المسح الجيولوجي الأمريكية